# Herrera del Duque
Herrera del Duque je španělské město situované v provincii Badajoz (autonomní společenství Extremadura).

## Poloha
Obec je vzdálena 137 km od Méridy, 152 km od Cáceresu, 196 km od města Badajoz, 200 km od portugalských hranic a 233 km od Madridu. Patří do okresu La Siberia a soudního okresu Herrera del Duque. Obcí prochází silnice BA-138 a národní silnice N-502a.

## Historie
V roce 1834 se obec stává součástí soudního okresu Herrera del Duque. V roce 1842 čítala obec 718 usedlostí a 2 499 obyvatel.

## Odkazy

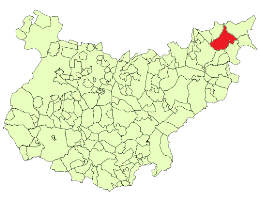
Poloha obce v provincii Badajoz

## Demografie
| Populace obce Herrera del Duque z let (1842–2010) | Populace obce Herrera del Duque z let (1842–2010) | Populace obce Herrera del Duque z let (1842–2010) | Populace obce Herrera del Duque z let (1842–2010) | Populace obce Herrera del Duque z let (1842–2010) | Populace obce Herrera del Duque z let (1842–2010) | Populace obce Herrera del Duque z let (1842–2010) | Populace obce Herrera del Duque z let (1842–2010) | Populace obce Herrera del Duque z let (1842–2010) | Populace obce Herrera del Duque z let (1842–2010) | Populace obce Herrera del Duque z let (1842–2010) | Populace obce Herrera del Duque z let (1842–2010) | Populace obce Herrera del Duque z let (1842–2010) | Populace obce Herrera del Duque z let (1842–2010) | Populace obce Herrera del Duque z let (1842–2010) | Populace obce Herrera del Duque z let (1842–2010) | Populace obce Herrera del Duque z let (1842–2010) | Populace obce Herrera del Duque z let (1842–2010) |
| ------------------------------------------------- | ------------------------------------------------- | ------------------------------------------------- | ------------------------------------------------- | ------------------------------------------------- | ------------------------------------------------- | ------------------------------------------------- | ------------------------------------------------- | ------------------------------------------------- | ------------------------------------------------- | ------------------------------------------------- | ------------------------------------------------- | ------------------------------------------------- | ------------------------------------------------- | ------------------------------------------------- | ------------------------------------------------- | ------------------------------------------------- | ------------------------------------------------- |
| 1842                                              | 1857                                              | 1860                                              | 1877                                              | 1887                                              | 1897                                              | 1900                                              | 1910                                              | 1920                                              | 1930                                              | 1940                                              | 1950                                              | 1960                                              | 1970                                              | 1981                                              | 1991                                              | 2001                                              | 2010                                              |
| 2 499                                             | 2 972                                             | 2 888                                             | 3 096                                             | 3 309                                             | 3 336                                             | 3 348                                             | 3 605                                             | 3 734                                             | 4 308                                             | 5 101                                             | 5 865                                             | 6 254                                             | 4 265                                             | 3 812                                             | 4 116                                             | 3 710                                             | 3 681                                             |